# USS Maryland (1799)
De eerste USS Maryland (1799) was een zeilsloep in de United States Navy. Ze diende tijdens de Quasi-Oorlog met Frankrijk. Na drukke actieve taken te hebben vervuld, werd ze echter na drie jaar uit dienst genomen en verkocht. 

## Geschiedenis
De "USS Maryland" werd gebouwd met financiële steun van de bevolking van Baltimore onder de Wet van 30 juni 1798. Ze werd te water gelaten te Price Shipyard, Baltimore, Maryland op 3 juni 1799 en in dienst genomen door de Navy in augustus 1799, met kapitein John Rodgers als haar enige bevelhebber.
De "USS Maryland" vertrok vanuit Baltimore op 13 september 1799 voor een patrouillepost nabij de Surinaamse kust. Op 1 oktober kwam ze er toe en kruiste vanaf Frans Guyana tot Curaçao en beschermde de Amerikaanse handelsschepen tegen aanvallen door Franse oorlogsschepen en kapers. De Napoleontische oorlogen waren in Europa in volle gang en de Fransen waren op zoek naar handelsschepen die zich in de Brits West-Indië-wateren bevonden. Daar werden ze gekaapt en veroverd door hen, wat ook nadelige gevolgen en verlies betekende voor de Amerikaanse handelsbelangen in die regio.
De "USS Maryland" kaapte de Franse zeilschoener "Clarissa" en verscheidene Amerikaanse slavenhandelsschepen zonder geldige en wettige papieren, die eveneens opgevorderd werden op 4 januari 1800, en dan op 26 juli, heroverde ze zonder slag of stoot de Portugese brik, "Gloria da Mar", welke werd gekaapt door het Franse kaperschip "Cherry", zo'n 13 dagen voordien. 
De zeilsloep verliet Suriname voor haar thuisreis op 9 augustus 1800 en bleef in actieve dienst, sedert december 1799, als het enige Amerikaanse marineschip op haar Surinaamse oorlogspost. De "USS Maryland" zeilde weg van Saint Kitts en Saint Thomas voor het escorteren van een groot konvooi, bestaande uit Amerikaanse en Britse handelsschepen, in veiliger wateren, met vermeerdering van hun vloot door het innemen van de "Areal", een Amerikaans handelsschip zonder geldige papieren op 2 september.

### Diplomatieke missie
Ze arriveerde in Baltimore op 1 oktober 1800 voor haar herstellingen. Daarna vertrok ze op 22 maart 1801 naar Frankrijk met aan boord de Staten-Generaal John Dawson van Virginia, president John Adams' Ondertekenaar van het Verdrag, voor de officiële ondertekening van de oorlogsbeëindiging en verbeterde handelsbetrekkingen met Frankrijk. Begin mei werd het Verdrag van Mortefontaine daar ondertekend. 
De zeilsloep bleef tot 15 juli tot wanneer de geschillen voor de verkregen verhoudingen, die gerealiseerd werd door de gevolmachtigde Dawson, in orde gebracht werden met de Fransen. Daarna keerde ze terug huiswaarts met verschillende verdragen, diplomatieke passagiers en belangrijke brieven en zendingen voor de Amerikaanse president en de regering. De "USS Maryland" arriveerde in Baltimore op 28 augustus. Dit was haar laatste reis. 
Kapitein John Rodgers ontsloeg daarna de bemanning van zijn schip. Daarna werd de "USS Maryland" op 2 oktober 1801 verkocht voor 20.200 dollar.

## USS Maryland (1799)
- Type: Zeilsloep - U.S.Navy
- Bouwgoedkeuring: Wet van 30 juni 1798
- Werf: Price Shipyard, Baltimore
- Te water gelaten: 3 juni 1799
- In dienst gesteld: augustus 1799
- Uit dienst gesteld: 2 oktober 1801
- Feit: Verkocht voor 20.200 dollar

### Algemene kenmerken
- Waterverplaatsing: 380 ton
- Voortstuwing: Gezeild (twee masten en boegspriet)
- Bemanning: 180 officieren en matrozen

### Bewapening
- 30 x 9-pounders (telkens 15 kanonnen aan bakboord en stuurboord)
- 6 x 6-pounders (telkens 3 kanonnen aan bakboord en stuurboord)